# Бой под Опсой
Бой под Опсой (польск. Bitwa pod Opsą) произошёл между частью русского корпуса под командованием генерал-поручика князя Ю. В. Долгорукова и татарским полком ВКЛ под командованием генерал-адъютанта Михаила Киркора.

## Ситуация перед боем
Российский корпус (9 тыс. чел.) под командованием генерал-поручика князя Ю. В. Долгорукова 22 мая пересек р. Западную Двину. Первая колонна корпуса пересекла литовскую границу под Динабургом, а вторая колонна войск под командованием генерал-майора И. А. Раутенфельда переправилась через реку под Краславой. Затем обе колонны русского корпуса двинулись на Браслав.
Вскоре после переправы через Западную Двину генерал-майор Раутенфельд отправил в разведку в направлении Друи отряд донских казаков, который вскоре принес информацию о том, что в городе дислоцируется татарский полк ротмистра Рейжевского. Возвращаясь, казаки разбили небольшой отряд из татарского полка, который был послан Михаилом Киркором, взяв в плен двух улан. После их возвращения И. А. Раутенфельд немедленно отправил в район Друи 160 солдат, но Рейжевский, узнав о приближении русских, отступил со своим полком в Глубокое. В этой ситуации Раутенфельд отказался от преследования и продолжил свой марш на Браслав, который был взят 26 мая.
Имеются два рапорта с описанием боя под Опсой — один от Шимона Забелло, второй от Юзефа Сулковского.

## Описание боя Шимоном Забелло
Когда Раутенфельд взял Браслав, главные силы корпуса Ю. В. Долгорукова двинулись на Опсу. В авангарде русских войск шли 100 донских казаков во главе с капитаном Белгородцевым. Идя в авангарде корпуса Долгорукова, Белгородцев отправил отряд из 7 человек на разведку, который наткнулся на такой же отряд разведки из татарского полка Михаила Киркора. Вскоре начались боевые действия, в которых полк Киркора сражался с отрядом донских казаков под командованием полковника Киреева. После нескольких часов боя литовский полк вынужден был отступить. Был взят в плен ротмистр Милошевич, а поручик Ахматович был тяжело ранен. Шимон Забелло утверждал, что в бою были убиты несколько десятков русских, кроме того, он обвинял в предательстве одного еврея, давшего ложную информацию о русской кавалерии.

## Описание боя Юзефом Сулковским
Татарский полк Михаила Киркора, расквартированный в Опсе, наблюдал за движением русских войск. Генерал-майор И. А. Раутенфельд, желая избавиться от противника, уже ночью 25 мая окружил город. М. Киркор хотел избежать русского плена и поэтому бросил свой полк в отчаянную атаку, что позволило ему вырваться из окружения. Во время боя с обеих сторон погибло около 300 солдат.